# Fundacja Kapucyńska im. bł. Aniceta Koplińskiego
Fundacja Kapucyńska im. bł. Aniceta Koplińskiego – polska fundacja, której celem jest niesienie pomocy osobom bezdomnym i potrzebującym.
Fundacja powstała 21 września 2010 roku z inicjatywy warszawskich kapucynów i wolontariuszy, pracujących przy działającej od 20 lat w Warszawie, przy ulicy Miodowej 13, przyklasztornej jadłodajni dla ubogich i bezdomnych. Jej fundatorem był Radosław Pazura. Patronem fundacji został wybrany Anicet Kopliński, kapucyn, działający wśród warszawskiej biedoty w dwudziestoleciu międzywojennym i pierwszych latach drugiej wojny światowej.
Celem powołania fundacji było zapewnienie wsparcia organizacyjnego dla działalności dobroczynnej braci kapucynów. W przyklasztornym centrum, oprócz darmowych posiłków, ludzie bezdomni mogą skorzystać z pomocy psychologicznej, warsztatów socjoterapeutycznych, grup samopomocowych oraz wsparcia duchowego.
Przy Klasztorze Braci Mniejszych Kapucynów oprócz Fundacji Kapucyńskiej działa również jadłodajnia dla ubogich i bezdomnych, w której każdego dnia wydawanych jest ok. 300 posiłków. Kuchnia funkcjonuje dzięki wolontariuszom skupionym przede wszystkim wokół Towarzystwa Charytatywnego im. św. o. Pio oraz pomocy finansowo-rzeczowej wielu instytucji i darczyńców. Bezdomni otrzymują tu także wsparcie duchowe oraz pomoc psychologiczną.

## Projekty fundacji
- Partnerstwo na rzecz wychodzenia z bezdomności – program pomocy osobom bezdomnym prowadzony między innymi we współpracy z polskim biurem projektowym Programu Narodów Zjednoczonych ds. Rozwoju (UNDP), warszawskim kołem nr 5 Towarzystwa Charytatywnego im. Ojca PIO, Domem dla Osób Bezdomnych i Najuboższych MONAR-MARKOT oraz Caritas Archidiecezji Warszawskiej[1];
- Kapucyński Ośrodek Pomocy na Miodowej – budowa ośrodka pomocy bezdomnym przy klasztorze Braci Mniejszych Kapucynów[2];
- Anioł w Warszawie – zindywidualizowana pomoc wolontariuszy na rzecz integracji i aktywizacji osób bezdomnych[3];
- Centrum Wsparcia Psychologicznego „Miodowa” – centrum pomocy psychologicznej, prowadzące psychoterapię grupową dla małżeństw oraz warsztaty psychologiczne dla bezdomnych[4];
- Spotkania bezdomnych z kulturą – to projekt mający na celu przybliżenie podopiecznym fundacji różnych form sztuki. To cykl cotygodniowych, środowych spotkań, na których bezdomni mają możliwość porozmawiać o literaturze, teatrze i filmie. Gośćmi „Spotkań z kulturą” byli m.in. Jacek Kawalec, Artur Barciś, Dorota Piasecka, Dariusz Kowalski oraz Zespół Teatralny Warszawiacy.